# Петровка (посёлок, Бугульминский район)
Петровка — поселок в Бугульминском районе Татарстана. Входит в состав Наратлинского сельского поселения.

## География
Находится в юго-восточной части Татарстана на расстоянии приблизительно 17 км на юго-восток по прямой от районного центра города Бугульмау речки Дымка.

## История
Основан в 1920-х годах.

## Население
Постоянных жителей было: в 1938—177, в 1949—196, в 1958—166, в 1970—179, в 1979—124, в 1989 — 72, в 2002 году 40 (чуваши 77 %), в 2010 году 36.